# Tsiroanomandidy Fihaonana
Tsiroanomandidy Fihaonana est une commune urbaine malgache située dans la partie centre-ouest de la région de Bongolava.